# Султанрабат
Султанрабат (каз. Сұлтанрабат) — село в Толебийском районе Туркестанской области Казахстана. Входит в состав Киелитасского сельского округа. Код КАТО — 515848500.

## Население
В 1999 году население села составляло 3775 человек (1891 мужчина и 1884 женщины). По данным переписи 2009 года в селе проживали 4732 человека (2337 мужчин и 2395 женщин).